# عائلات مجهولات
برنامج العائلات المجهولات (أف أي) (بالإنجليزية: Families Anonymous (FA)) هو برنامج الاثنتي عشرة خطوة لأقارب وأصدقاء المدمنين. أسس مجموعة من الآباء البرنامج في كاليفورنيا الجنوبية المهتمين بتعاطي أطفالهم المخدرات في عام 1971.

## هدف
ينصّب تركيز البرنامج على دعم الأعضاء بدلًا من تغيير سلوك صديقهم أو قريبهم الذي يعاني من مشكلة تعاطي المخدرات. يُقترح الحب القاسي كنهج لاستخدامه عند التعامل مع المدمنين - لا يحتاج الأعضاء إلى إنقاذ المدمنين من عواقب المشكلات التي خلقها المدمنون، ويجب على الأعضاء الاستعداد لإساءة معاملة المدمنين عند الضرورة. اقترحت إحدى الدراسات أن التأثيرات العلاجية للمشاركة تشمل عملية الاستيعاب من القصص والمعلومات المتبادلة، والترشيد والتحرر من الذنب فيما يتعلق بسلوك المعتدي، والتقاليد التي تحمي سرية الهوية و تسمح للأعضاء لتقليل وصمة العار المحتملة المكتسبة من العضوية. 

## روابط خارجية
- عائلات مجهولات في المملكة المتحدة
- عائلات مجهولات في الولايات المتحدة الأمريكية
- عائلات مجهولات البرتغال نسخة محفوظة 2009-03-31 على موقع واي باك مشين. </link>